# Soneto 55
| «» Soneto 55 |
| --- |
| Not marble, nor the gilded monuments Of princes, shall outlive this powerful rhyme; But you shall shine more bright in these contents Than unswept stone besmear'd with sluttish time. When wasteful war shall statues overturn, And broils root out the work of masonry, Nor Mars his sword nor war's quick fire shall burn The living record of your memory. 'Gainst death and all-oblivious enmity Shall you pace forth; your praise shall still find room Even in the eyes of all posterity That wear this world out to the ending doom. So, till the judgment that yourself arise, You live in this, and dwell in lover's eyes. |
| –William Shakespeare |

O Soneto 55 foi escrito por William Shakespeare e faz parte dos seus 154 sonetos. 

## Traduções
Na tradução de Thereza Christina Rocque da Motta,
Nem o mármore nem os monumentos luxuosos
Dos príncipes farão reviver este poderoso verso,
Mas brilharás ainda mais neste poema
Do que a intocada gema envolta pela névoa do tempo.
Quando a guerra inútil destruir todas as estátuas,
E as disputas surgirem no trabalho diligente,
Nem deixarão de Marte a espada, nem do embate arder
O fogo fátuo o límpido registro de tua memória.
Avançarás contra a morte e toda a hostilidade obliterada;
Teu ânimo ainda encontrará lugar
Mesmo aos olhos da posteridade,
Que carrega este mundo ao seu cataclismo.
Então, até o julgamento que tu mesmo fazes,
Aqui vives e permaneces nos olhos de teus amores.